# Архіт Тарентський
Архі́т Таре́нтський (грец. Αρχυτος; близько 440 — 360 до н. е.) — давньогрецький математик і астроном, державний діяч і полководець, один з перших теоретиків музики. Послідовник Піфагора, друг Платона, вчитель Евдокса.

## Політична діяльність
Точіних відомостей за роками немає. Згідно давньогрецьких авторів Архіт мав бути членом колегії стратегів. Також джерела називають Архіта демократично обраним стратегом-автократором у 367–361 роках до н.е. В цей час Таренту доводилося влаштовувати військові походи проти корінних італійців месапів. Загроза йшла і від тирана Сіракуз Діонісія Старшого, що вів експансію на території південної Італії, і, безумовно, був небезпекою для Тарента. Стратег-автократ жодного разу не зазнав поразки. У внутрішніх справах Архіт був справедливим, і м'яко керував містом.

## Творчий набуток
Розв'язав багато геометричних задач, зокрема відому задачу подвоєння куба; йому приписується встановлення перших принципів механіки, також винайдення блока і гвинта. Зокрема, вирішуючи задачу подвоєння куба, вводить у математику механічні методи і креслення.
| Він перший досліджував механіку, використовуючи математичні принципи, — говорить Діоген Лаертський, — і вперше застосував механічний рух до геометричного креслення, коли перетином напівциліндра прагнув віднайти дві середні пропорційні, щоб розв'язати задачу про подвоєння куба |
Ці ідеї продовжують Евдокс Кнідський, Менехм, Теетет Афінський та інші математики.
Крім того, розвиваючи ідеї Піфагора і користуючись його монохордом, Архіт розвивав теорію музики, давши їй теоретико-числове обґрунтування. За словами Клавдія Птолемея, його можна вважати найбільшим теоретиком музики.
Архіт Тарентський перший упорядкував механіку, приклавши до неї математичні основи, і перший звів рух механізмів до геометричного креслення.
Великого значення Архіт надавав "мистецтву рахування стосовно соціально-політичних і економічних питань, вважаючи обчислення, число основою математичного пізнання. Архіту належать слова:
| Думається, що мистецтво рахування (логістика) вельми перевершує інші мистецтва в тому, що стосується мудрості, у тому числі і геометричне мистецтво, тому що воно з більшою очевидністю тлумачить те, що їй потрібно… і там, де геометрія є неспроможною, мистецтво рахування виконує доведення і рівним чином при будь-якому дослідженні фігур, і тому, що належить до фігур. |
Архіта Тарентського відрізняє системність мислення. Він присвятив ряд робіт нескінченності Всесвіту, чеснотам, мудрості, етичним питанням, питанням про дух і чуття, про первені речей, про загальні поняття і категорії, але вони не збереглися.
Досліджуючи фізичний світ, космос, Архіт розвиває ідеї нескінченного простору. Слідуючи за Евдемом, у своєму доведенні нескінченості Всесвіту, він приводить такі аргументи:
| Коли б я опинився на краї Всесвіту, тобто на сфері нерухомих зірок, чи зміг би я випростати назовні руку або палку, чи ні? Припущення, що не зміг би випростати є безглуздим. Але, якщо випростаю, то те, що перебуває ззовні, виявиться або тілом, або місцем (як ми побачимо, це байдуже). Таким чином, скільки разів не припускай існування [все нової і нової] межі Всесвіту, [відсуваючи її все далі і далі], щоразу вона буде аналогічним чином підходити і треба буде задавати те ж саме питання. І якщо те, на що [випростана] палка, щоразу буде іншим [надлишковою величиною стосовно прийнятих розмірів Всесвіту], то ясна річ, що він безкінечний. |
Збереглося близько 60 фрагментів, за якими можна судити про його наукову діяльність і світогляд. Архіт намагався об'єднати воєдино філософію, точні науки і вчення про державу.
На честь Архіта Тарентського названий грецький безпілотний літальний апарат, прототип якого представлений у вересні 2022 року.

## Відомі роботи
- «Про математичні науки»
- «Бесіди»